# James Stephens

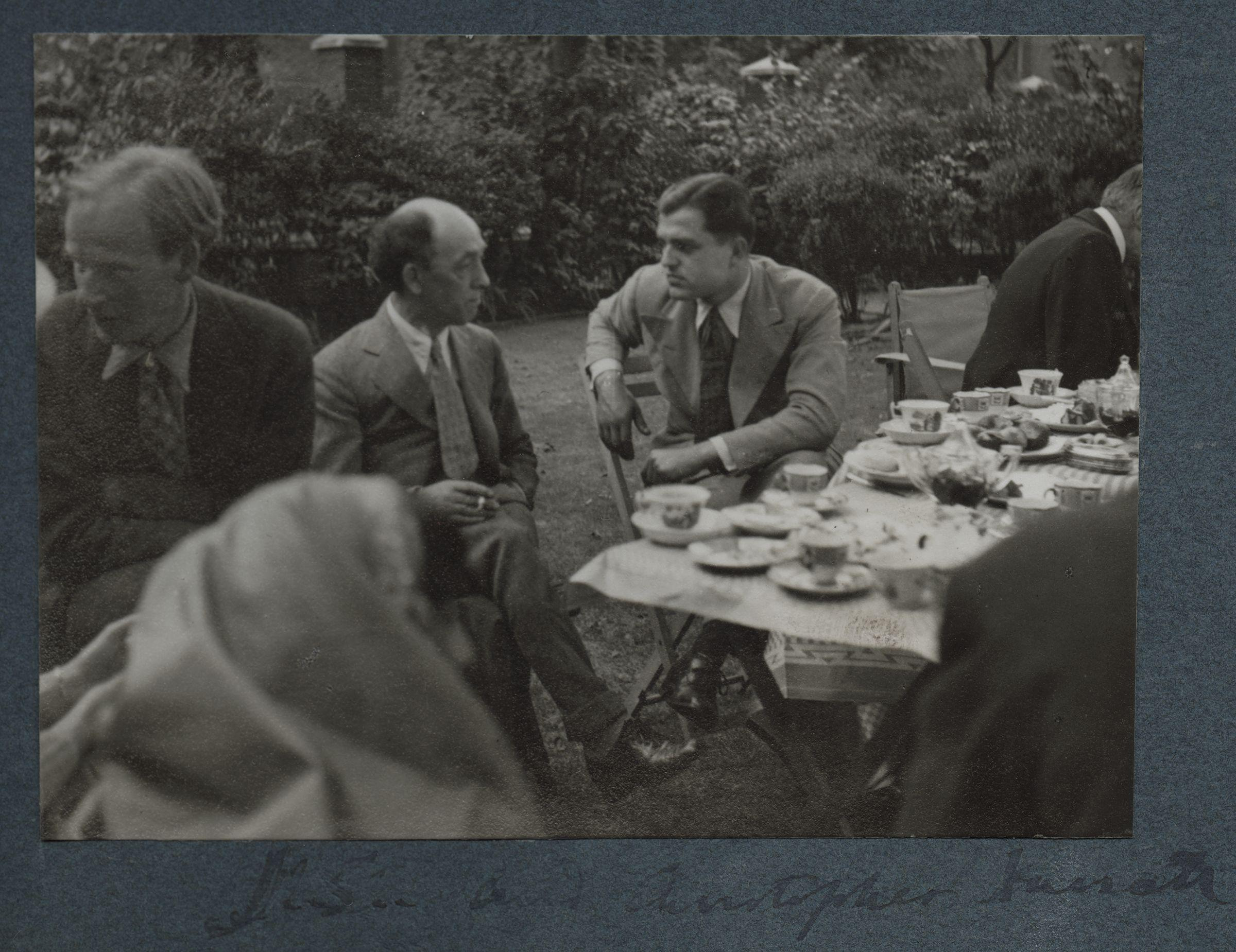
Stephen Potter (izquierda), James Stephens (centro), Christopher Hassall (derecha). Foto de Lady Ottoline Morrell.

James Stephens (9 de febrero de 1880 - 26 de diciembre de 1950) fue un novelista y poeta irlandés.

## Biografía
Stephens se crio en un barrio pobre de Dublín y aprendió a leer y escribir de forma autodidacta. Su madre trabajaba en la casa de la familia Collins, de Dublín, y el niño fue adoptado por ellos. Asistió a la escuela con sus hermanos de adopción, Thomas y Richard (Tom y Dick), antes de graduarse como empleado de bufete. Fue gran deportista y ganó varias competiciones deportivas a pesar de su corta estatura. Era conocido cariñosamente como Tiny Tim [El pequeño Tim]. Se dejó cautivar desde niño por las historias de heroicidad militar de la familia adoptiva, y habría sido soldado, de no ser por su estatura. A principios de la década de 1900 James se inclinaba cada vez más hacia el socialismo y la lengua irlandesa (hablaba y escribía en irlandés) y en 1912 era ya un republicano irlandés convencido. Esto provocó un cisma con su familia adoptiva. James Stephens produjo muchas narraciones de mitos y cuentos de hadas irlandeses. Sus historias están marcadas por una rara combinación de humor y lirismo; sus obras "Deirdre" y los Irish Fairy Tales han sido especialmente alabadas. También escribió varias novelas originales (Crock of Gold, Etched in Moonlight, Demi-Gods), basadas libremente en los cuentos de hadas irlandeses tradicionales. Crock of Gold, en particular, alcanzó gran fama y fue reimpresa con frecuencia en vida del autor.
Stephens comenzó su carrera como poeta bajo la tutela de "Æ" (George William Russell). Su primer libro de poemas, Insurrections, fue publicado en 1909. Su último libro, Kings and the Moon (1938), fue también un libro de versos.
Durante la década de 1930, Stephens trabó conocimiento con James Joyce, quien creyó erróneamente que habían nacido el mismo día, advirtiendo asimismo que el apellido de Stephens recordaba a su personaje Stephen Dedalus. Joyce en aquella época dudaba de su capacidad para terminar la que sería su última obra, Finnegans Wake, y llegó a proponer a Stephens que le ayudara en tal empresa, con la autoría: JJ & S (James Joyce & Stephens, un juego de palabras con el popular whisky irlandés John Jameson & Sons). El plan, sin embargo, nunca se materializó, dado que finalmente Joyce fue capaz de completar el trabajo por sí mismo.
Durante la última década de su vida, Stephens encontró un nuevo público al ser contratado para una serie de emisiones en la BBC.

### Cronología
1880. (9 de febrero). Posible fecha del nacimiento de James Stephens, en Dublín.

1882. (2 de febrero). Fecha de nacimiento declarada por Stephens.

1886-96. Asiste al colegio Meath Protestant Industrial School for Boys.

1896. Trabaja como empleado en el bufete dublinés de Mr. Wallace.

1901. Forma parte del equipo gimnástico que gana el galardón "Irish Shield". Empleo en el bufete de Reddington & Sainsbury, abogados.

1906. Empleado como mecanógrafo en la oficina de T. T. Mecredy & Son, abogados.

1907. Se afilia al Sinn Féin. Nace su hijastra, Iris, el 14 de junio; poco después anuncia que tiene esposa: "Cynthia" (Millicent Gardiner Josephine Kavanagh, 22 de mayo de 1882 - 18 de diciembre de 1960). Es descubierto literariamente por George W. Russell (Æ).

1909. Publica Insurrections. Actúa en el Theatre of Ireland en dos producciones de Seumas O'Kelly de The Shuiler's Child. Nacimiento de su hijo, James Naoise, el 26 de octubre.

1910. Actúa en el Theatre of Ireland en la producción de Gerald Macnamara's The Spurious Sovereign. Se asocia con David Houston, Thomas MacDonagh y Padraic Colum para fundar y editar la Irish Review (publicada entre marzo de 1911 y noviembre de 1914).

1911. Actúa en Bairbre Ruadh y The Marriage of Julia Elizabeth de Pádraic Ó Conaire, producidas por el Theatre of Ireland.

1912. Publica The Charwoman's Daughter, The Hill of Vision y The Crock of Gold.

1912. Publica los poemas "In the Poppy Field",  "In the Cool of the Evening", "The Lonely God", todos de The Hill of Vision, en la colección de poesía georgiana de Edward Marsh.

1913. Publica Here Are Ladies, Five New Poems. Recibe el encargo de The Nation, de Londres, para escribir una serie de relatos. Se traslada a París. Participa en otra producción de The Marriage of Julia Elizabeth en el Hardwicke Street Theatre. Crock of Gold obtiene el premio "Polignac Prize".

1914. Publica The Demi-Gods.

1915. Publica Songs from the Clay, The Adventures of Seumas Beg/The Rocky Road to Dublin. Elegido para un puesto de responsabilidad en la National Gallery of Ireland.

1915. Los poemas "The Rivals", "The Goatpaths", "The Snare", "In Woods and Meadows", "Deirdre", de su libro Songs from the Clay se incluyen en una nueva colección poética de Edward Marsh.

1916. Publica Green Branches, The Insurrection in Dublin.

1917. Los poemas "The Fifteen Acres", "Check, Westland Row", "The Turn of the Road", "A Visit from Abroad", de su libro The Adventures of Seumas Beg, son elegidos para otra colección poética georgiana de Edward Marsh.

1918-24. Trabaja de Appointed Registrar en la the National Gallery of Ireland.

1918. Publica Reincarnations.

1919. Se casa con "Cynthia" (ya viuda) en Londres, el 14 de mayo.

1920. Publica Irish Fairy Tales. The Wooing of Julia Elizabeth es representada en el Abbey Theatre por el Dublin Drama League. Primera de una serie de operaciones de úlcera gástrica.

1922. Publica Arthur Griffith: journalist and Statesman.

1923. Publica Deirdre.

1924. Publica Little Things, In the Land of Youth. Deirdre es presentada al premio de ficción del Aonach Tailteann festival. Dimite de la National Gallery.

1925. Publica A Poetry Recital, Danny Murphy, Christmas in Freelands. Gira de conferencias por Estados Unidos. Regreso a Londres; se establece en el barrio de Kingsbury de dicha ciudad. Regresa a EE. UU. para otra gira de conferencias.

1926. Publica Collected Poems.

1927. Entabla amistad con James Joyce. Joyce le sugiere completar Finnegans Wake; la propuesta sería formal en 1929.

Samuel Barber usa textos de "The Daisies" y "Bessie Bobtail" para su "Opus 2", colección de tres canciones.

1928. Publica Etched in Moonlight, On Prose and Verse. Primer trabajo radiofónico en la BBC. Conferencia en la Third International Book Fair de Florencia.

1929. Publica Julia Elizabeth: A Comedy, in one act, The Optimist, The Outcast. En Rumanía, conoce a la Reina Marie. Viaja otra vez a EE. UU.; estancia con W. T. H. Howe.

1930. Publica Theme and Variations. Viaje a EE. UU.; estancia con Howe.

1931. Publica How St. Patrick Saves the Irish, Stars Do Not Make a Noise,Strict Joy. Viaje a EE. UU.; estancia con Howe.

1932. Viaje a EE. UU.; estancia con Howe. Miembro fundador de la Irish Academy of Letters.

1933-35. Conferencias en EE. UU.; visitas a Howe.

1937. Empieza a trabajar regularmente en la BBC. Muerte accidental de su hijo, James Naoise, el 24 de diciembre.

1938. Publica Kings and the Moon.

1940. Se traslada a Woodside Chapel, en Gloucestershire.

1942. Obtiene la British Civil List Pension.

1945. Regreso a Londres.

1947. Se le concede un título honorario por la Universidad de Dublín (Trinity College).

1950. Último programa en la BBC. Fallece en Eversleigh, el 26 de diciembre.